# 자지 (가수)
자지(Zazie, 1964년 4월 18일 ~ )는 프랑스의 가수이다.